# Plymouth Modell Q
Der Plymouth Modell Q (oder auch Chrysler Plymouth) war ein Mittelklasse-PKW, der erste Wagen, den Chrysler unter dem Markennamen Plymouth vorstellte. Er wurde nur im Modelljahr 1928 angeboten und war ein besonders preisgünstiges Auto, mit dem Walter P. Chrysler den Preiskampf im Marktsegment des Ford Modell T aufnahm. Das Roadster-Coupé war als billigste Variante für nur 670,-- US-$ zu haben.
Gleichzeitig rundete die Marke Plymouth das Angebot von Chrysler nach unten ab. Die entstandene Marktlücke zwischen Plymouth und Chrysler wurde 1928 geschlossen mit dem Kauf von Dodge und der Gründung von DeSoto, deren Fahrzeuge 1929 beim Händler standen. 
Vorgestellt wurde der Wagen am 7. Juli 1928 im Madison Square Garden in New York City, wobei die bekannte Fliegerin Amelia Earhart den ersten Wagen im Korso fuhr. Der Wagen besaß einen seitengesteuerten Vierzylinder-Reihenmotor mit 2791 cm³, der eine Leistung 45 bhp (33 kW)
abgab und als einziger Vierzylindermotor im Konzern auf einer Konstruktion der Chrysler-Vorgängerfirma Maxwell-Chalmers basierte. Über eine Einscheiben-Trockenkupplung und ein Dreiganggetriebe mit Mittelschaltung wurden die Hinterräder angetrieben. Alle vier Räder waren hydraulisch gebremst. Es wurden die damals üblichen Aufbauten mit zwei und vier Türen angeboten. Zur Wahl standen viertürige Tourenwagen, zwei- und viertürige Limousinen sowie zweitürige Coupés und Roadster-Coupés. 
Als das Modell im Februar 1929 vom Modell U abgelöst wurde, waren 66.097 Exemplare entstanden.

## Quelle
- Beverly R. Kimes, Henry A. Clark: Standard Catalog of American Cars 1805–1942. Krause Publications, Iola 1985, ISBN 0-87341-045-9.

Im Zeitraum von 1942 bis 1946 gab es aufgrund des Zweiten Weltkrieges nur eine eingeschränkte zivile Fahrzeugproduktion.